# Slatina (ort i Tjeckien, Mellersta Böhmen)
Slatina är en ort i Tjeckien.   Den ligger i regionen Mellersta Böhmen, i den centrala delen av landet, 21 km nordväst om huvudstaden Prag. Slatina ligger 225 meter över havet och antalet invånare är 409.
Terrängen runt Slatina är platt. Runt Slatina är det ganska tätbefolkat, med 80 invånare per kvadratkilometer. Närmaste större samhälle är Kladno, 11,9 km sydväst om Slatina. Trakten runt Slatina består till största delen av jordbruksmark.